# Massacre à la tronçonneuse : Le Commencement
Pour les articles homonymes, voir Massacre à la tronçonneuse.
Série Massacre à la tronçonneuse
Massacre à la tronçonneuse
(2003) Texas Chainsaw 3D
(2013)
Pour plus de détails, voir Fiche technique et Distribution.
Massacre à la tronçonneuse : Le Commencement  (The Texas Chainsaw Massacre: The Beginning) est un film d'horreur américain réalisé par Jonathan Liebesman et sorti en 2006. Ecrit par Sheldon Turner, le film est la suite du film Massacre à la tronçonneuse (2003), lui-même remake du film original de 1974. Il s'agit du 6e film de la franchise de films Massacre à la tronçonneuse par sa date de sortie et le premier concernant la chronologie des remakes de la franchise, servant de préquelle au film de 2003.
Il met en scène Jordana Brewster dans le rôle de Chrissie tandis que R. Lee Ermey reprend son rôle du shérif Hoyt et Andrew Bryniarski joue le rôle de Thomas Hewitt, alias le tueur Leatherface, pour la seconde fois. Les acteurs Marietta Marich et Terrence Evans reviennent également à la distribution pour reprendre à nouveau les rôles respectifs qu'ils interprètent dans le film précédent, ce qui complète la famille Hewitt. Taylor Handley et Diora Baird jouent quant à eux les amis de Chrissie et Matthew Bomer joue le petit ami de cette dernière.
Cet opus se place quelques années avant l'histoire d'Erin et ses amis du film de 2003, qui se révèle être d'ailleurs le tout dernier carnage de la famille Hewitt. Dans le film de Marcus Nispel, nous apprenons que cette famille a tué avant mais en plus sur plusieurs années. Le réalisateur Jonathan Liebesman décide donc d'explorer les origines et les raisons d'une telle violence, et ce, beaucoup plus en détail que l'avait fait le précédent film, en remontant à la naissance de Thomas Hewitt et le parcours de sa famille et ce qui les pousse à tuer.
L'intrigue suit le développement de Thomas Hewitt, de sa naissance dramatique jusqu'à sa transformation en un tueur sanguinaire surnommé Leatherface et de son tout premier massacre. Parallèlement, une nouvelle bande de jeunes amis traverse l'état du Texas en 1969 car deux d'entre eux partent se battre au Viêt Nam mais un violent accident de voiture les mènera sur la route de la famille Hewitt.
Le film, doté d'un budget plus important que le film précédent avec 16 000 000 $, engrange plus de 51 800 000 $ de recettes à travers le monde, dont seulement 39 millions en Amérique du Nord. Ses recettes font du film le second plus gros succès financier de toute la saga mais ne parvient pas à trouver le succès du film de Marcus Nispel. Il déçoit également les critiques à sa sortie. À la suite des résultats négatifs du film au box-office, les producteurs annonce en 2007 qu'aucun troisième remake n'entrera en production, ce qui clos cette timeline. Un nouveau film, Texas Chainsaw 3D, faisant partie d'une nouvelle chronologie au sein de la saga, sort au cinéma en 2013.

## Synopsis
Le 7 août 1939, une femme meurt en donnant naissance à un bébé dans un vieil abattoir délabré. Le patron de l’abattoir jette l’enfant à la poubelle avec les restes de viandes avariés. Une femme, Luda May Hewitt (Marietta Marich), trouve l’enfant en fouillant dans les poubelles pour trouver de la nourriture. Elle le ramène chez elle pour l'élever.
Trente ans plus tard, Thomas Hewitt (Andrew Bryniarski), l’enfant trouvé dans les poubelles, travaille dans le même abattoir où sa mère est morte en le mettant au monde. Mais l’abattoir est contraint de fermer ses portes à cause de l’inspection sanitaire. Le patron oblige alors son assistant à faire partir Thomas, alors devenu un homme fort et terrifiant, car celui-ci refuse de quitter les lieux et continue à couper de la viande avec son hachoir. Finalement, il quitte les lieux mais revient plus tard et lorsque le patron insulte sa famille, il prend un maillet et lui éclate le crâne. Il s’enfuit ensuite avec une tronçonneuse à la main. Plus tard, le shérif Hoyt (Lew Temple) se rend chez les Hewitt pour trouver Charlie (R. Lee Ermey), l’oncle de Thomas, afin qu’il l’aide à le trouver pour pouvoir l’arrêter. Ils trouvent finalement Thomas en bord de route et alors que le shérif le menace avec un pistolet, Charlie l’abat pour protéger son neveu. Il prend alors son uniforme, son arme et sa plaque et se fait désormais passer pour le vrai shérif Hoyt. Le soir même alors que toute la famille Hewitt est réunie à table, Charlie annonce qu’il a trouvé un moyen de ne plus jamais avoir faim. Ils deviennent en effet cannibales avec la chair fraîche.
Non loin de là, Dean (Taylor Handley) et Eric (Matthew Bomer), deux frères, se préparent pour partir combattre au Viêt Nam. Ils sont accompagnés par leurs petites amies respectives, Bailey (Diora Baird) et Chrissie (Jordana Brewster). Sur la route, ils croisent une bande de motards particulièrement violents. Ils s’arrêtent ensuite dans un petit magasin où ils rencontrent encore les motards virulents… Après avoir repris la route, Dean brûle sa carte militaire et avoue à Eric qu’il n’a pas envie d’aller faire la guerre au Viêt Nam, ce qui met Eric en colère. Ils sont interrompus par une motarde (Cyia Batten) avec un fusil qui leur fait signe de s’arrêter. Mais ils percutent une vache en plein milieu de la route. Alors qu’ils sont gravement blessés, Charlie Hewitt, avec son uniforme de faux shérif Hoyt, arrive sur les lieux de l’accident et abat la motarde de sang froid, ce qui provoque un vent de panique dans le groupe. Chrissie, ayant été éjectée de la voiture à cause de l’accident, observe la scène depuis les hautes herbes en bordure de route. Eric lui fait signe de rester où elle est. Le faux shérif trouve la carte militaire brûlée de Dean par terre et en déduit que quelqu’un avait pour but de déserter son appel au Viêt Nam. Alors qu’il questionne les deux hommes, Eric se fait alors passer pour Dean pour protéger son petit frère. Le shérif oblige de transporter le cadavre de la motarde à bord et embarque les trois jeunes gens en prétendant de leurs lancer un arrestation et les amène chez lui. Chrissie se réfugie alors dans la carcasse de la voiture mais un vieil homme, Monty (Terrence Evans), embarque la voiture et l’amène à son tour chez les Hewitt sans se rendre compte de la présence de Chrissie.
Dans la maison Hewitt, après que Thomas Hewitt transporte le corps de la motarde pour faire le repas du soir et alors que le shérif accroche Dean et Eric et les torture en les aspergeant au tuyau d'arrosage. Alors que le shérif vient d’enrouler la tête d’Eric dans du film plastique en lui accusant d'être le déserteur et le traître de l'Amérique, Dean avoue finalement qu’il a brûlé la carte et qu’Eric s’est fait passer pour lui. Le faux shérif épargne alors Eric. Le shérif prend alors Dean et l’oblige à faire vingt pompes en le tabassant. Epuisé, Dean s’effondre et le shérif s’absente deux minutes. Eric parvient alors à se détacher et secoue Dean, à terre. Ils pénètrent dans la maison des Hewitt et parviennent à détacher Bailey, qui s’enfuit dans une camionnette. Mais Thomas Hewitt parvient à la reprendre à l’aide d’un crochet qu’il lui plante dans le corps. Alors que Dean et Eric s’échappent à leur tour, Dean se coince le pied dans un piège à ours et le shérif ramène Eric dans la maison.
De son côté, Chrissie s’est enfuie de la carcasse et parvient à trouver Holden (Lee Tergesen), l’ami de la motarde assassinée et lui dit que le shérif l'a tuée. Ils se dirigent alors vers la maison des Hewitt. Dans la nuit, ils arrivent sur les lieux et tandis que le motard pénètre dans la maison, Chrissie trouve Dean, toujours dans le piège à ours. Quant à Eric, il se fait torturer par Thomas Hewitt qui lui arrache des bouts de peau. Quand Holden entre dans la maison, il tire sur la jambe du vieux Monty et oblige le shérif à lui montrer le corps de la fille. Le shérif lui montre Bailey et Holden enrage quand le shérif lui dit que son amie motarde n’est maintenant plus très belle à voir et elle est morte. Mais Thomas arrive et le découpe en 2 avec sa tronçonneuse. Chrissie descend et trouve alors Eric, attaché à une table avec de la peau en moins. Quand Thomas redescend, elle se cache sous la table et assiste à la mort horrible et sanglante de son petit ami. Thomas découpe le visage du jeune homme et en fait un masque de peau qu’il place sur son propre visage. Le shérif demande alors à Thomas de découper la jambe du vieux Monty pour qu’il ne souffre plus par la Gangrène. Il lui demande ensuite de lui couper l'autre jambe (qui est scié accidentellement) pour égaliser et lui mettre des compresses.
Chrissie remonte et trouve son amie Bailey, elle aussi attachée, mais le shérif arrive et emmène les deux jeunes femmes dans la salle à manger, par ou il y a le plat chaud qui represente la motarde tuée. Elle se réveille et voit Dean, endormi, et Bailey, qui s’est fait arracher toutes ses dents (parce qu'elle n'apprécie jamais les repas). Bailey se fait trancher la gorge par Thomas, qui emmène alors Chrissie hors de table mais elle réussit à se libérer et à s’enfuir dans la campagne texane. Thomas Hewitt, alias Leatherface, se lance à sa poursuite avec sa tronçonneuse. Dean se réveille à son tour et réussit à plaquer le shérif au sol lui éclatant les dents avant de partir à la recherche de Chrissie, réfugiée dans un abattoir abandonné. Alors que Thomas est sur le point de la trouver, Dean s’interpose et se fait violemment transpercer par la tronçonneuse de Thomas. Chrissie trouve une voiture et s’enfuit et au loin sur la route, elle voit des policiers et elle pense avoir trouvé de l'aide. Mais Thomas est caché sur la banquette arrière et elle se fait à son tour transpercer par la tronçonneuse. La voiture percute des gens (des policiers) sur la route, Thomas sort ensuite de la voiture et rentre chez lui, avec la satisfaction d’avoir fait du bon travail.
L'épilogue dit : De 1969 jusqu'en 1973, la famille Hewitt avait massacré plus de 33 personnes dans la région et cela continue dans le remake.

## Fiche technique
- Titre original : The Texas Chainsaw Massacre: The Beginning
- Titre français et québécois : Massacre à la tronçonneuse : Le Commencement
- Réalisation : Jonathan Liebesman
- Scénario : David J. Schow et Sheldon Turner
- Musique : Steve Jablonsky
- Décors : Marco Rubeo
- Costumes : Marian Ceo
- Photographie : Lukas Ettlin
- Effets Spéciaux: Gregory Nicotero
- Montage : Jonathan Chibnall, Jim May
- Production : Michael Bay,Mike Fleiss, Andrew Form (en), Brad Fuller et Bradley Fuller
- Sociétés de production : New Line Cinema, Platinum Dunes et Texas Chainsaw Productions
- Sociétés de distribution : New Line Cinema(États-Unis), Metropolitan FilmExport (France)
- Budget : 16 millions de dollars[1]
- Pays d’origine :  États-Unis
- Langue originale : anglais
- Genre : horreur
- Durée : 96 minutes
- Dates de sortie :
  - États-Unis : 6 octobre 2006
  - France : 7 février 2007
- Certification :
  - France : interdit aux moins de 16 ans lors de sa sortie en salles

## Distribution
- Jordana Brewster (VF : Annie Milon ; VQ : Catherine Proulx-Lemay) : Chrissie
- Taylor Handley (VF : Yoann Sover ; VQ : Christian Grenier) : Dean
- Diora Baird (VF : Laura Préjean ; VQ : Aline Pinsonneault) : Bailey
- R. Lee Ermey (VF : Vincent Grass ; VQ : Vincent Davy) : Charlie Hewitt / shérif Hoyt
- Andrew Bryniarski : Thomas Hewitt dit « Leatherface »
- Matthew Bomer (VF : Adrien Antoine ; VQ : Éric Paulhus) : Eric
- Marietta Marich (VF : Mireille Delcroix ; VQ : Élizabeth Chouvalidzé) : Luda May Hewitt
- Terrence Evans (VF : Philippe Ariotti ; VQ : Hubert Fielden) : oncle Monty Hewitt
- Kathy Lamkin : la dame qui boit du thé
- Lee Tergesen (VF : Thierry Mercier) : Holden
- Cyia Batten : Alex
- Lew Temple (VF : Emmanuel Karsen ; VQ : Luis de Cespedes) : shérif Winston Hoyt
- John Larroquette (VF : François Berland) : le narrateur

## Autour du film
- Le film revient aux notions de cannibalisme du premier épisode. Il emploie les règles traditionnelles du film d'horreur, sans les renouveler au demeurant : un lieu à la fois étranger et familier - ici, une ferme -, des jeunes gens, des effets d'attente et des bruitages. Cela dit, l'intérêt du Massacre à la tronçonneuse : Le Commencement réside dans ce retour sur le personnage de Leatherface. C'est avant tout une question de survie dans un environnement devenu hostile à l'homme, mais la torture reste un jeu permanent chez les Hewitt[réf. nécessaire].
- Leatherface porte un foulard autour du visage pendant une bonne partie du film, cachant des mutilations qu'il s'est lui-même fait lors de son enfance. Sa naissance est évoquée dans le prologue. C'est sous l'impulsion du shérif Hoyt qu'il emploiera une tronçonneuse pour la première fois dans la maison familiale. Cinq personnes seront tuées à l'aide d'une tronçonneuse.